# 蒙东维尔
蒙东维尔（法語：Mondonville，法語發音：[mɔ̃dɔ̃vil]）是法国上加龙省的一个市镇，属于图卢兹区。

## 地理
蒙东维尔（43°40'16"N, 1°17'15"E）面积11.89 平方千米，位于法国奧克西塔尼大區上加龙省，该省份为法国西南部内陆省份，西南端与西班牙接壤，自此顺时针与上比利牛斯省、热尔省、塔恩-加龙省、塔恩省、奥德省和阿列日省接壤。
与蒙东维尔接壤的市镇（或旧市镇、城区）包括：多克斯、欧索讷、科尔讷巴里约、皮布拉克、莱维尼亚克、萨沃河畔蒙泰居。

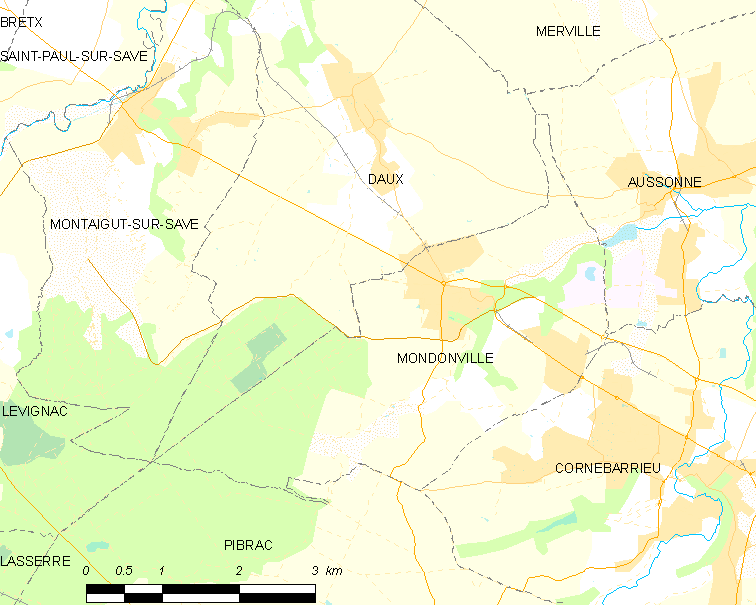
蒙东维尔的OSM定位图

蒙东维尔的时区为UTC+01:00、UTC+02:00（夏令时）。

## 行政
蒙东维尔的邮政编码为31700，INSEE市镇编码为31351。

## 政治
蒙东维尔所属的省级选区为布拉尼亚克县。

## 人口

1962-2008年间蒙东维尔人口变化图示

蒙东维尔于2022年1月1日时的人口数量为6003人。

## 图集

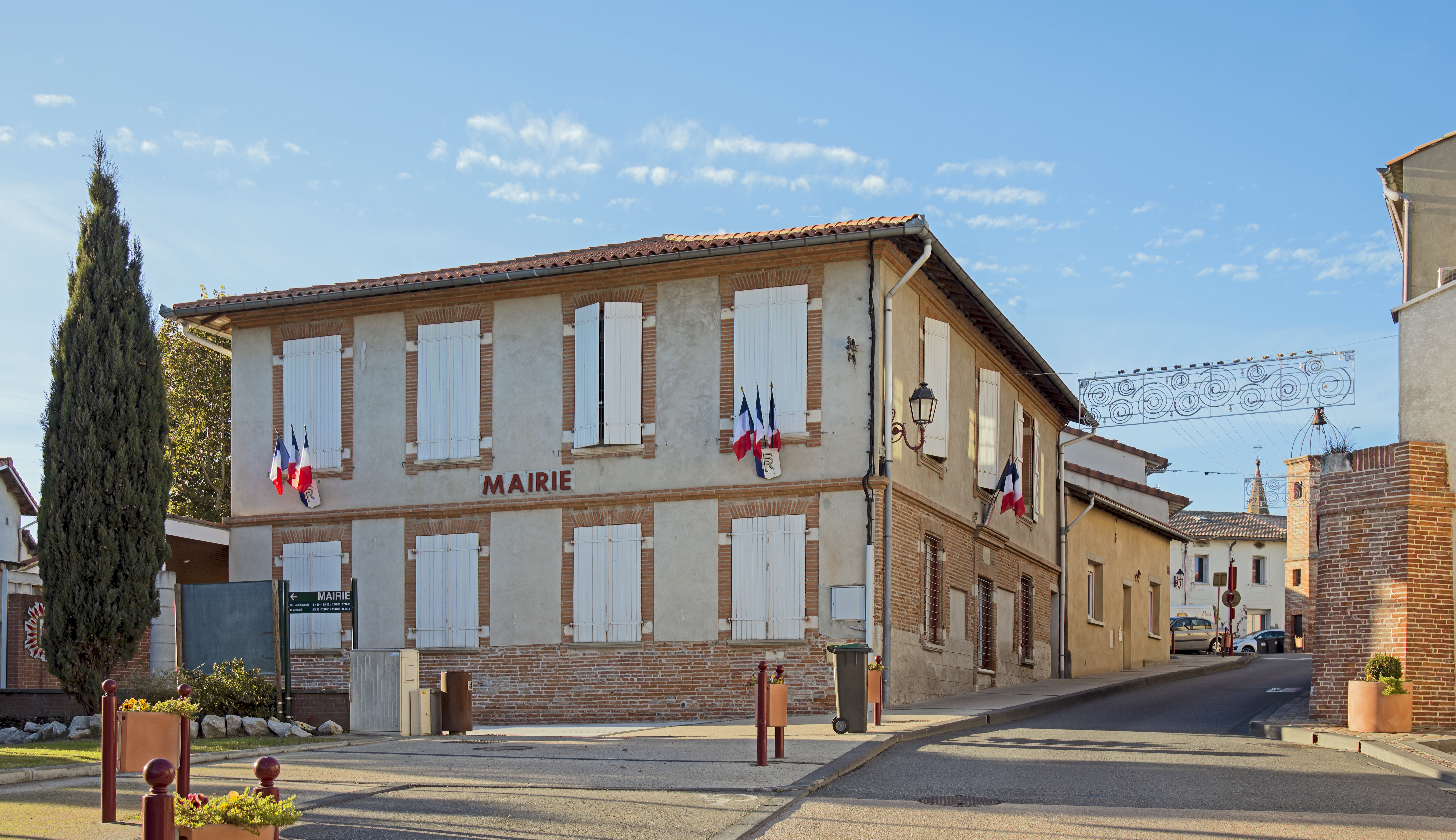
市政厅
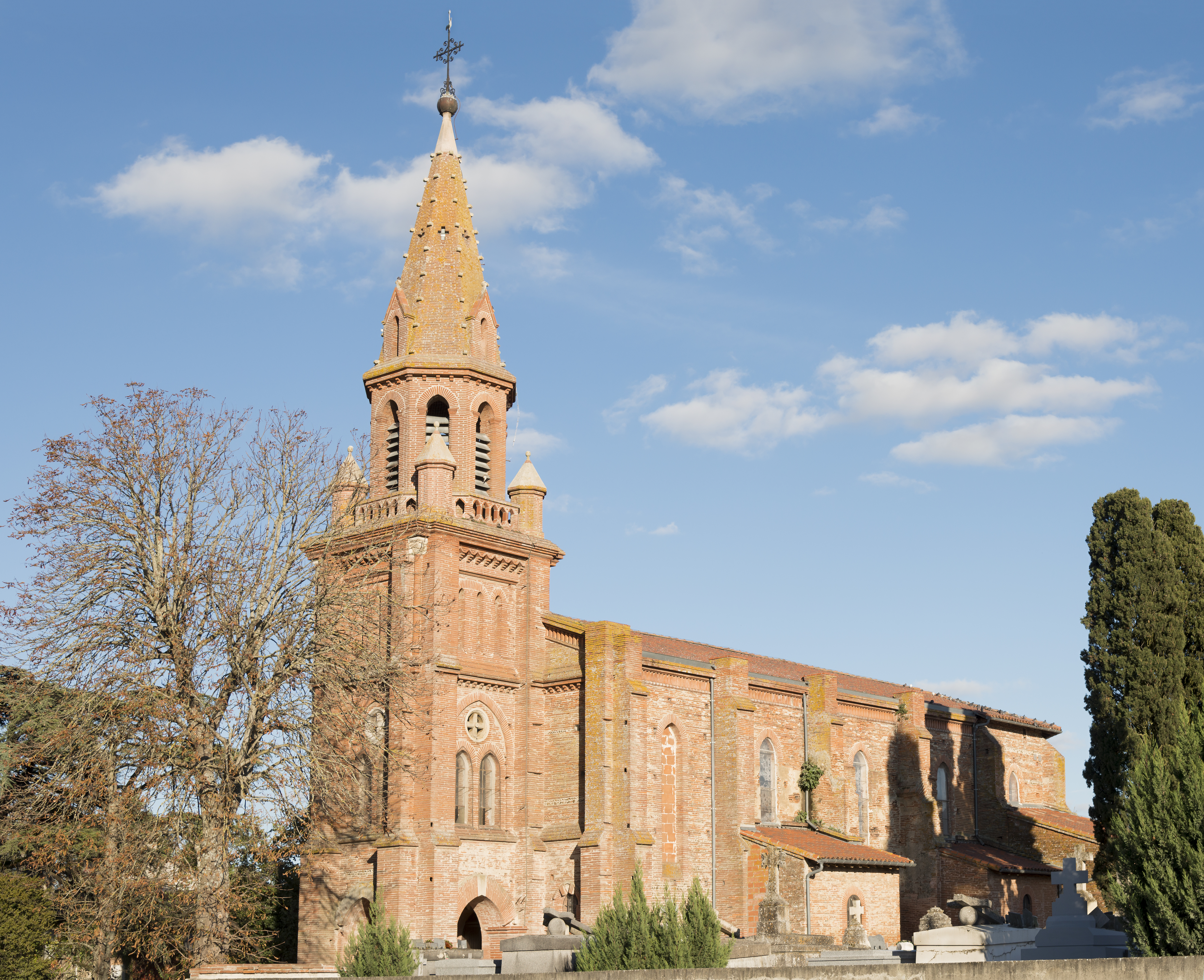
教堂
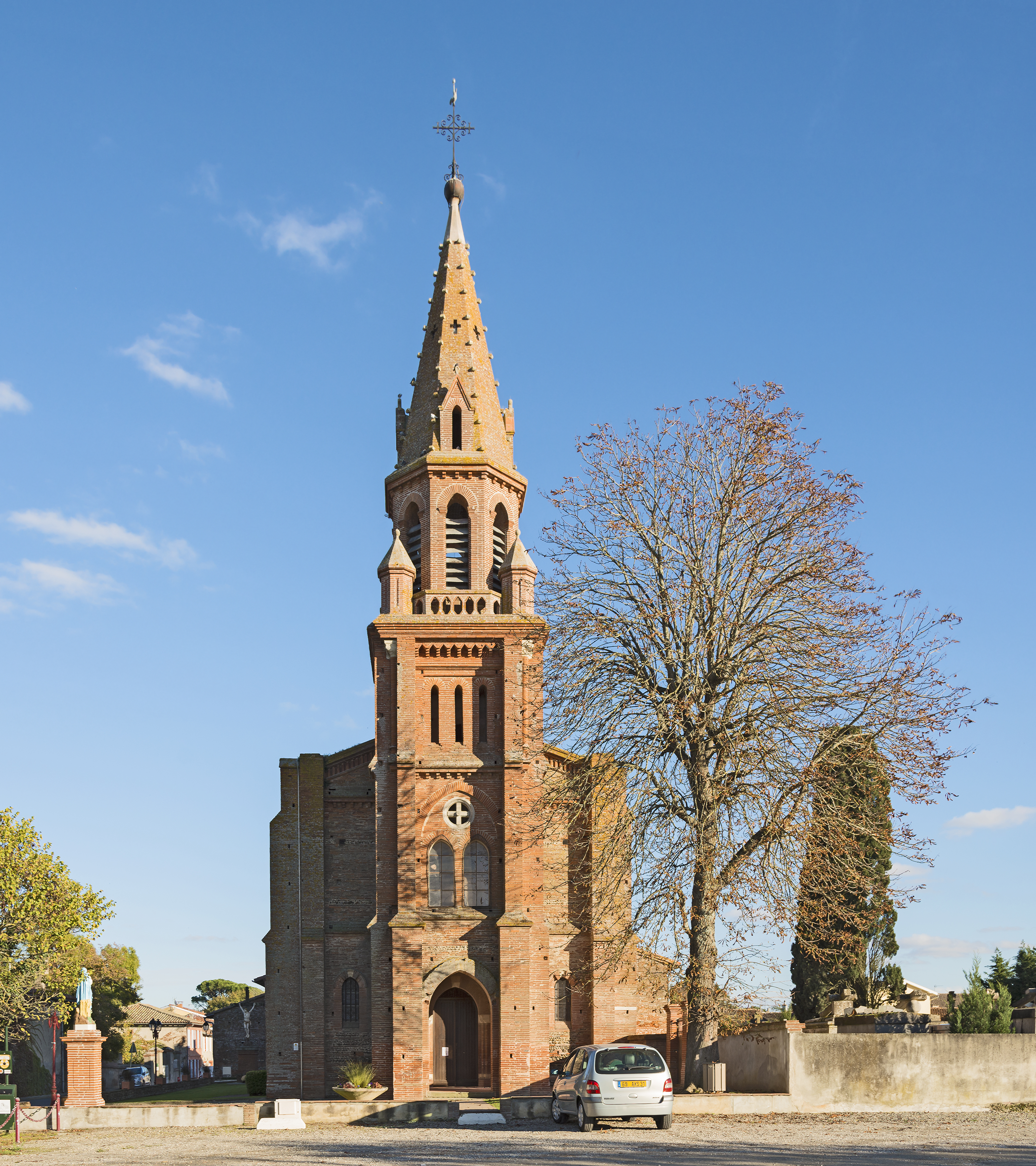